# Colégio Técnico de Campinas
O Colégio Técnico de Campinas (Cotuca) é uma instituição de ensino médio e técnico pública estadual brasileira, com sede em Campinas, em São Paulo, subordinado à Universidade Estadual de Campinas (Unicamp). O colégio oferece ensino médio regular, ensino médio integrado a curso técnico, curso técnico regular e especialização técnica. Os cursos oferecidos pelo Cotuca abrangem os seguintes eixos tecnológicos: ambiente e saúde, informação e comunicação, controle e processos industriais, produção alimentícia, produção industrial e gestão e negócios. Ele é, nacionalmente, conhecido por sua qualidade e por possuir um vestibular (popularmente chamado de vestibulinho) com grande concorrência, superando a relação candidato/vaga de muitos cursos superiores da rede pública.
Foi criado pela Lei 7.655/1962, de 28 de dezembro de 1962, juntamente com a Universidade. O Conselho Estadual da Educação autoriza a instalação e o funcionamento na Universidade Estadual de Campinas e dos Colégios Técnicos Industriais de Enfermagem e Tecnologia de Alimentos, por meio da Resolução CEE 46/1966, em 1966. Iniciou suas atividades em 1967, com os cursos de Mecânica, Eletrotécnica e Alimentos.
Era, inicialmente, chamado de COTUCA devido à abreviação de Colégio Técnico da Universidade de Campinas (ou "Colégio Técnico da Unicamp"), mas, posteriormente, o nome oficial se tornou "Colégio Técnico de Campinas", que é seu nome atual.
É considerado, pelo mercado de trabalho e pelo meio acadêmico, como um dos melhores colégios técnicos do Brasil e do mundo. Ficou no oitavo lugar entre as públicas nacionais, incluindo o melhor resultado no estado de São Paulo, no ENEM de 2013. Teve a 3ª maior média no ENEM entre as escolas estaduais do país, em 2014.

## Localização

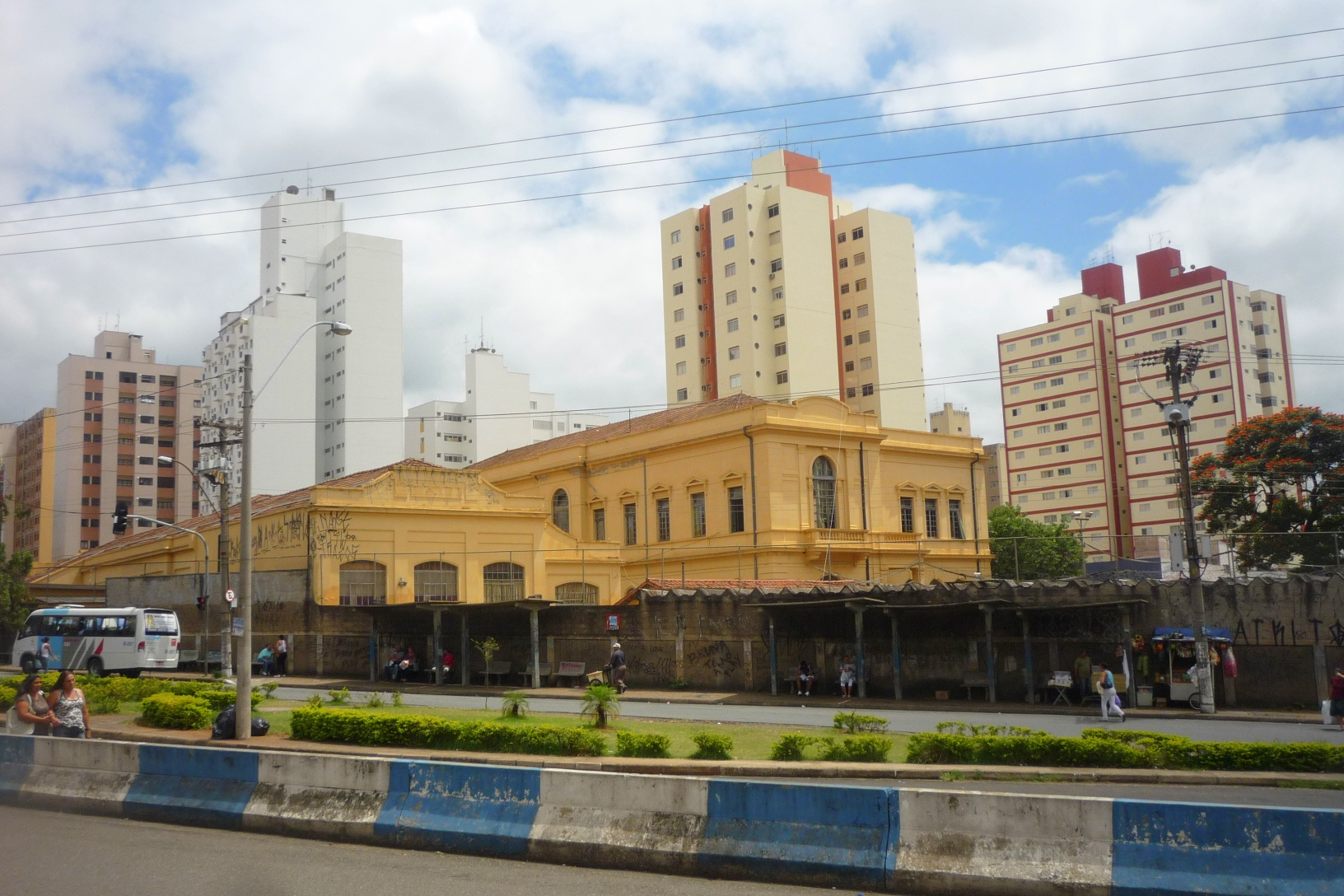
Antigo prédio do colégio, localizado no centro de Campinas.

O prédio do COTUCA é tombado pelo Patrimônio Histórico e Cultural. Sua construção foi concluída no ano de 1918, num projeto do arquiteto Ramos de Azevedo para Bento Quirino,  que o doou para que funcionasse uma Escola Técnica. A Universidade Estadual de Campinas começou seu funcionamento nesse prédio, em 1967, com os cursos de Química, Engenharia de Alimentos e Medicina. No mesmo ano, o COTUCA começou a funcionar, com os cursos de Eletrotécnica, Mecânica e Alimentos. As instalações possuem 6.500 metros quadrados e, por serem um patrimônio histórico, são mantidas e conservadas de acordo com suas características originais.

### Transferência para Unicamp, em Barão Geraldo
Em consequência da longa estiagem no início de 2014, que agravou o estado do prédio, no dia 12 de fevereiro, as aulas foram suspensas e, no dia 13, foi anunciado que as aulas seriam provisoriamente transferidas para os prédios do Ciclo Básico I e II, no campus da Unicamp em Barão Geraldo, até que a reitoria conseguisse providenciar a locação de um novo prédio para o colégio.
Sua fachada monumental é composta por colunas, pórticos, janelas ornamentadas e decorações que definem o estilo eclético do edifício, considerado um exemplar arquitetônico e tombado como patrimônio cultural pelo Conselho de Defesa do Patrimônio Histórico, Arqueológico, Artístico e Turístico (CONDEPHAAT) e pelo Conselho de Defesa do Patrimônio Cultural de Campinas (CONDEPACC). 
As obras de restauração histórica e estrutural no prédio antigo teriam, a princípio, a duração prevista de, no mínimo, 2 anos, e deveriam começar em meados de 2014 . Entretanto, meses após a transferência provisória para o Campus, foi realizada uma nova vistoria da qual se apurou que o restauro histórico ao qual o prédio deveria ser submetido poderia levar de 8 a 12 anos para ser concluído. Diante disso, a reitoria providenciou a locação do prédio onde já se hospedou o antigo Anglo Campinas, Unidade Taquaral.

### Transferência para o bairro Taquaral
A ideia da estadia temporária deveria se estender por um período de 2 a 3 anos de modo que se pudesse construir uma nova estrutura exclusiva do colégio dentro do território da Universidade de Campinas. Atualmente, com um certo embargo nas obras do novo COTUCA, o período de passagem do Colégio pelas dependências da estrutura provisória acabou por ficar com tempo indeterminado. Contudo, o Colégio tem planos de mudança para a antiga estrutura, apelidada de "prédio amarelo", em Agosto de 2020.

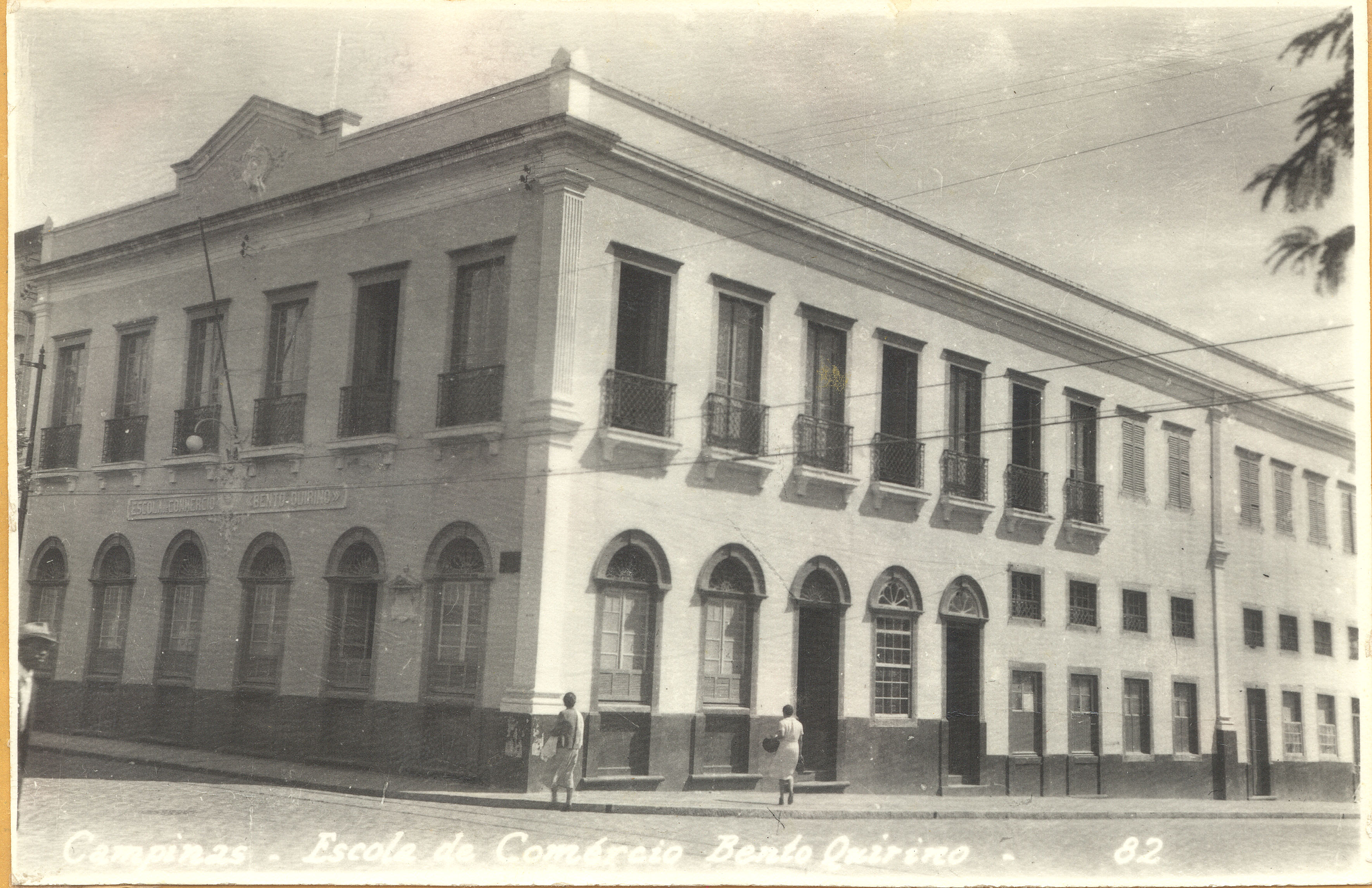
Negativo preto e branco, de autoria de Aristides Pedro da Silva, com vista três quartos da Escola Comercial Bento Quirino, atual COTUCA.

### Volta ao prédio histórico
Em parceria com a Campinas Decor, mostra de arquitetura, decoração e paisagismo, e patrocinadores, no final de 2019 foi iniciada a reforma estrutural do prédio histórico do Colégio, orçada em cerca de R$ 12 milhões.
Em 22 de fevereiro de 2021, em cerimônia restrita devido ao COVID-19, foi realizada a solenidade de entrega das obras de infraestrutura do prédio, transmitida pela internet.

### Inauguração do novo prédio
Após de mais três anos de obra, em 13 de maio de 2025, é inaugurado o novo prédio do COTUCA, que permanece ao lado do prédio de 1918. Nele, há 16 novas salas de aula, uma quadra poliesportiva coberta no último andar, um novo refeitório universitário no térreo, mais banheiros acessíveis, vestiários e setores administrativos.